# Andrej Dziemjanienka
Andrej Dziemjanienka (białor. Андрэй Дзем'яненка, ros. Андрей Демьяненко, ur. 13 kwietnia 1984 w Homlu) – białoruski wioślarz, reprezentant Białorusi w wioślarskiej czwórce bez sternika podczas Letnich Igrzysk Olimpijskich w Pekinie.

## Osiągnięcia
- Mistrzostwa Świata – Monachium 2007 – czwórka bez sternika – 11. miejsce[1].
- Mistrzostwa Świata – Monachium 2007 – ósemka – 12. miejsce[1].
- Mistrzostwa Europy – Poznań 2007 – ósemka – 3. miejsce[2].
- Igrzyska Olimpijskie – Pekin 2008 – czwórka bez sternika – 12. miejsce[1].
- Mistrzostwa Europy – Ateny 2008 – czwórka bez sternika – 3. miejsce[2].
- Mistrzostwa Świata – Poznań 2009 – czwórka bez sternika – 6. miejsce[2].
- Mistrzostwa Europy – Brześć 2009 – czwórka bez sternika – 6. miejsce[2].
- Mistrzostwa Europy – Montemor-o-Velho 2010 – dwójka bez sternika – 5. miejsce[2].